# Primera Divisió Catalana
De Primera Divisió Catalana is een van de regionale divisies van de Preferente, de vijfde voetbaldivisie van Spanje. Het is de tweede Catalaanse divisie en de Primera Divisió Catalana bevindt zich in dat opzicht onder de Tercera División Grupo 5.

## Opzet
Jaarlijks spelen twintig clubs een volledige competitie in de Primera Divisió Catalana. Aan het einde van het seizoen promoveren de eerste drie clubs naar de Tercera División en degraderen de laatste drie clubs naar de Territorial Preferente de Catalunya. Deze laatste competitie bestaat uit twee groepen van achttien clubs, waarvan beide kampioenen promoveren naar de Primera Divisió Catalana. De beide nummers twee van de Territorial Preferente de Catalunya spelen een play-off-wedstrijd voor de derde promotieplaats.

## Lagere amateurdivisies
De Primera Divisió geldt als het hoogste amateurniveau van Catalonië. De tweede Catalaanse divisie is de reeds vermelde Preferente Territorial, die bestaat uit twee groepen van achttien clubs. Onder de Preferente Territorial bevinden zich nog de Primera Territorial met zes groepen van achttien clubs, de Segona Territorial met achttien groepen, en de Tercera Territorial met 28 groepen. Uit iedere divisie promoveren de kampioenen van de groepen steeds naar de bovenliggende divisie en spelen de nummers twee van iedere groep een play-off-wedstrijd voor promotie.